# Cicynethus floriumfontis
Cicynethus floriumfontis là một loài nhện trong họ Zodariidae.
Loài này thuộc chi Cicynethus. Cicynethus floriumfontis được Rudy Jocqué miêu tả năm 1991.